# Unturned
Unturned — інді-відеогра в сетингу зомбі-апокаліпсису, розроблена програмістом Нельсоном Секстоном.

## Ігровий процес
Задача гравця — вижити та не дати вбити себе зомбі або іншим гравцям. На початку гравець з'являється без їжі та одягу, і перша головна задача — бігти в населені пункти, воєнні бази та шукати ресурси, не забуваючи про загрозу зі сторони зомбі або інших гравців. Гра володіє базовими елементами RPG, наприклад: розвиток навичок, досягнення і т. д.
Для інтересу гравців, в грі є близько одної десятки офіційних карт(та багато карт з майстерні Steam). Та 6 режимів гри (легкий, середній, хардкор, золотий, орда, арена)
Гра підтримує тільки англійську локалізацію.

## Розробка
Гра була розроблена програмістом Нельсоном Секстоном (англ. Nelson Sexton) з канадського міста Калгарі, який спочатку починав з кар'єри розробника ігор на базі Roblox.
Нельсон створив дві гри, одна з яких під назвою «Deadzone» стала прототипом для «Unturned». «Deadzone» була звинувачена за схожість до іншої гри «Apocalypse Rising».
Через те, що більша частина моделей з гри було вкрадено, Секстон вирішив робити свою, незалежну гру на рушії Unity.
В Steam Greenlight було подано заявку на вихід гри в Steam, і 28 травня 2014 пройшла відбір а вже 7 липня була доступна для завантаження.
7 липня 2017 гра офіційно випущена повна версія Free-to-play.